# Avenida Brigadeiro Luís Antônio
La Avenida Brigadeiro Luís Antônio es una avenida ubicada en las zonas central y centro-sur de la ciudad de São Paulo, Brasil. Es una de las principales vías de comunicación de ambas zonas y se extiende desde el Largo de São Francisco en el distrito de Sé hasta la plaza Dom Gastão Liberal Pinto en el distrito de Jardim Paulista en un recorrido de 5.1 kilómetros.
Su nombre es un homenaje al brigadier (en portugués: Brigadeiro) Luís Antônio de Sousa Queirós quien tuvo una significativa carrera militar y fue un gran hacendado de la zona de São Paulo así como dueño del primer barco cargado de mercancías que salió del puerto de Santos con destino a Lisboa.
En su trayecto se encuentra, en el cruce con la Avenida Brasil, el Monumento a las Bandeiras y, cercano a su cruce con la Avenida Paulista, se ubica la estación Brigadeiro de la línea 2-Verde del Metro de São Paulo.